# Debats

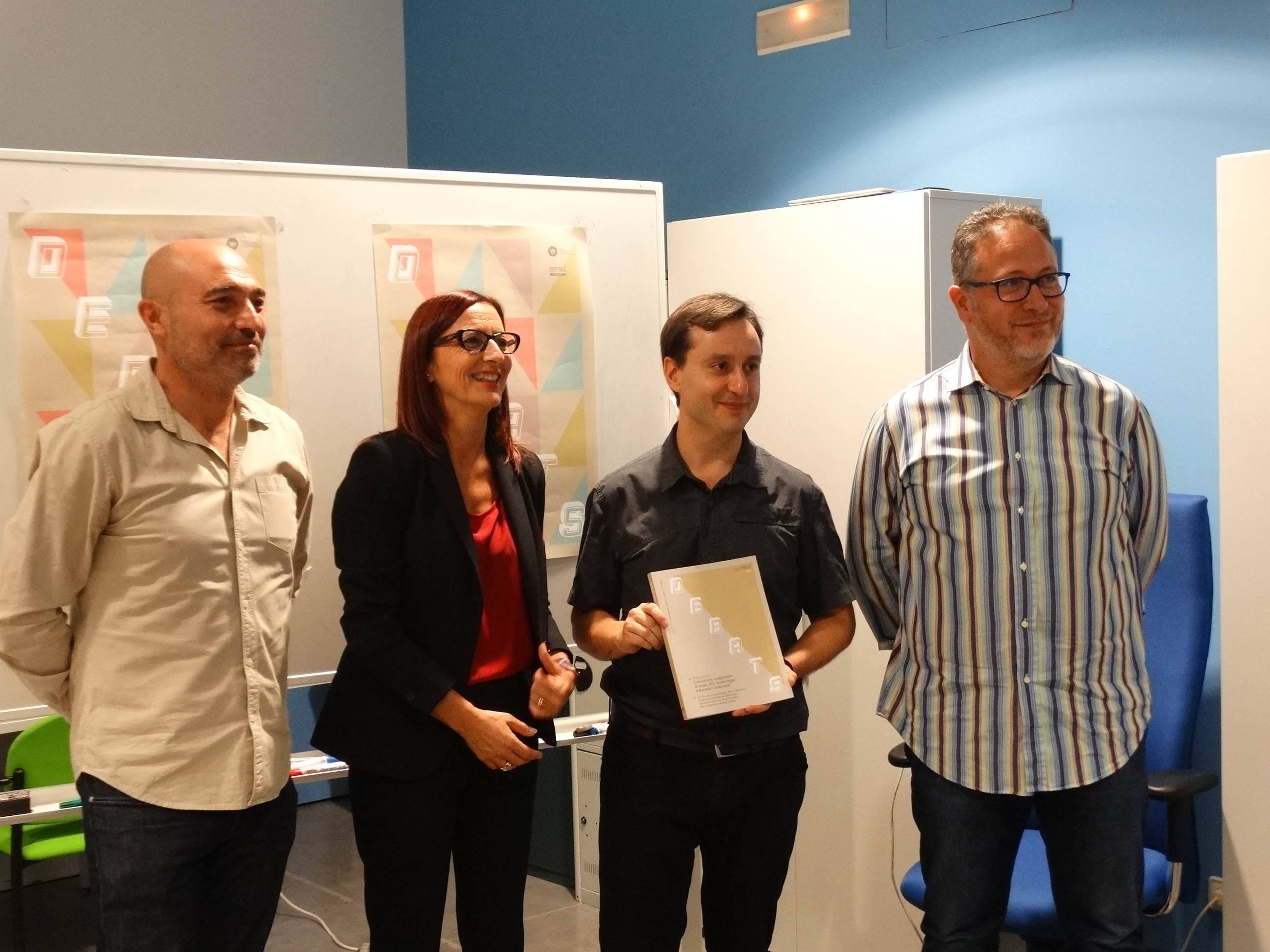
Presentación del número 130 de la revista Debats (2016), el primero publicado íntegramente en valenciano.

Debats, revista de cultura, poder i societat (en español: Debates, revista de cultura, poder y sociedad) es una publicación académica fundada en 1982 y editada por la Institución Alfons el Magnànim de la Diputación de Valencia. Está dedicada a las ciencias sociales. 

## Etapas
Debats nació en 1982, editada por la Institución Alfons el Magnànim. En su primera etapa, hasta diciembre de 2015, publicó 129 números. El primer número estaba escrito mayoritariamente en valenciano, lengua que posteriormente fue sustituida por el castellano. Su primer director fue el sociólogo Josep Picó López. 
Entre 2000 y 2015 la directora fue Rosa María Rodríguez Magda.
En octubre de 2016 el nuevo director fue el profesor Joaquim Rius i Ulldemolins, quien presentó la nueva etapa en el salón de actos del Museo Valenciano de la Ilustración y la Modernidad, en Valencia. El primer número de esta nueva etapa, el 130, fue el primer publicado íntegramente en valenciano. A partir de entonces, se aceptan artículos redactados en catalán, castellano e inglés.

## Digitalización
La primera estapa de la revista, hasta el número 129 (diciembre de 2015) está digitalizada y a disposición de los lectores en la página de la Institución Alfons el Magnànim.